# كلاوديو فيلانويفا
كلاوديو فيلانويفا هو منافس ألعاب قوى إكوادوري، ولد في 3 أغسطس 1988.

## وصلات خارجية
- كلاوديو فيلانويفا على موقع الاتحاد الدولي لألعاب القوى (الإنجليزية)
- كلاوديو فيلانويفا على موقع أوليمبيديا (الإنجليزية)